# Emil Gottlieb Schuback

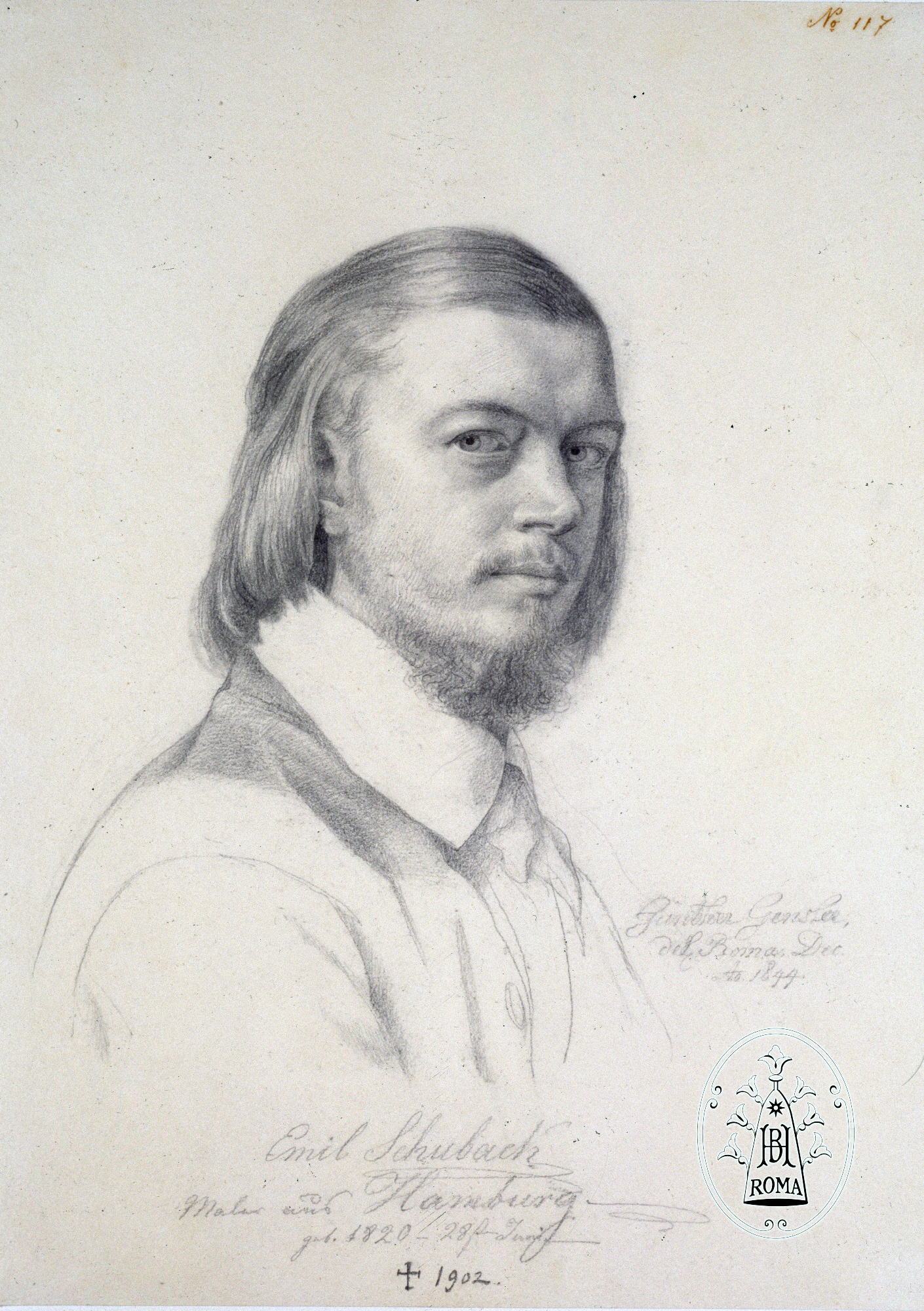
Emil Gottlieb Schuback, gezeichnet von Günther Gensler, Rom Dezember 1844

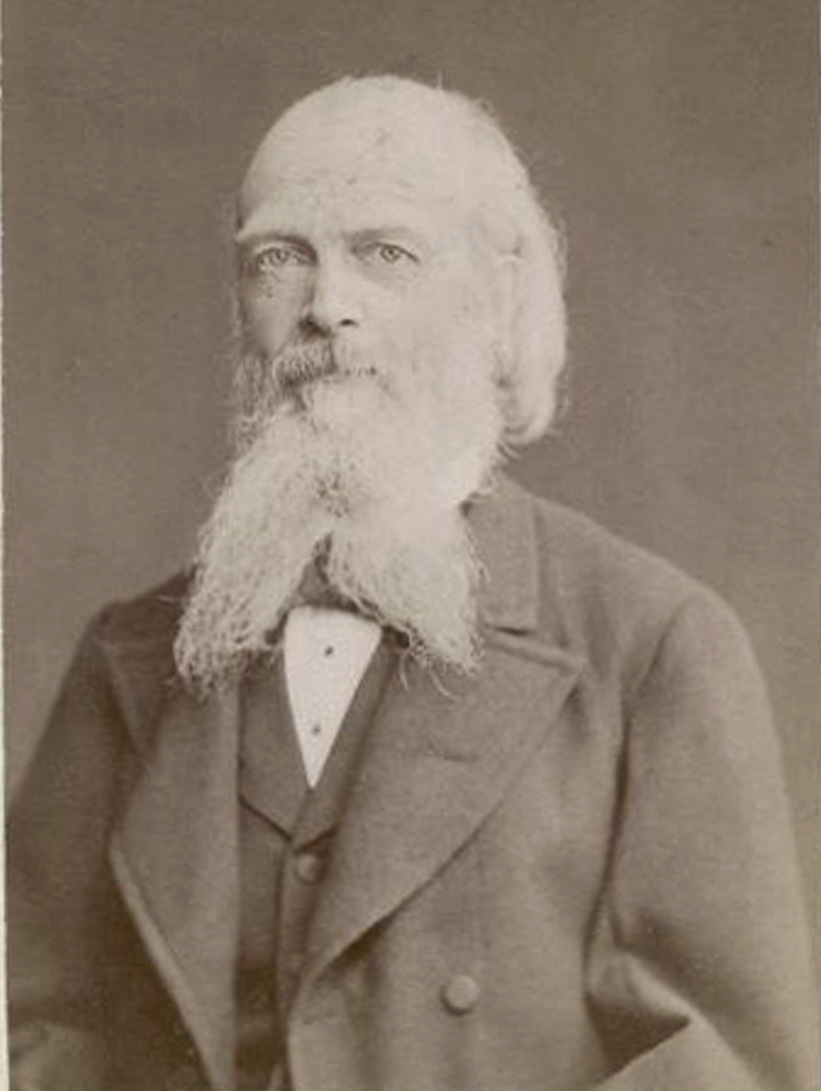
Emil Gottlieb Schuback, 1877 fotografiert von Laura Lasinsky

Emil Gottlieb Schuback (* 28. Juni 1820 in Hamburg; † 14. März 1902 in Düsseldorf) war ein deutscher Genremaler und Lithograph.

## Leben

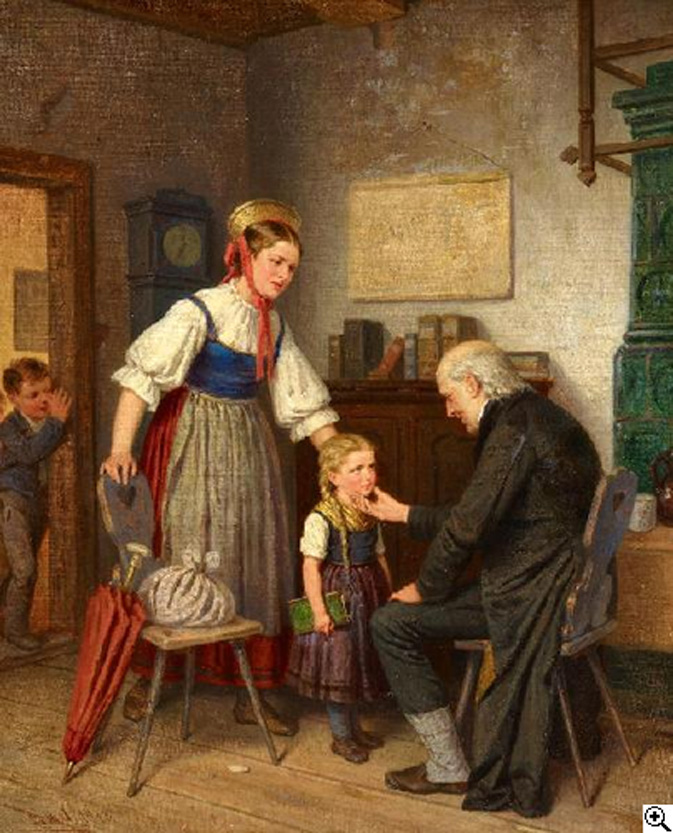
Die Einschulung, 1873

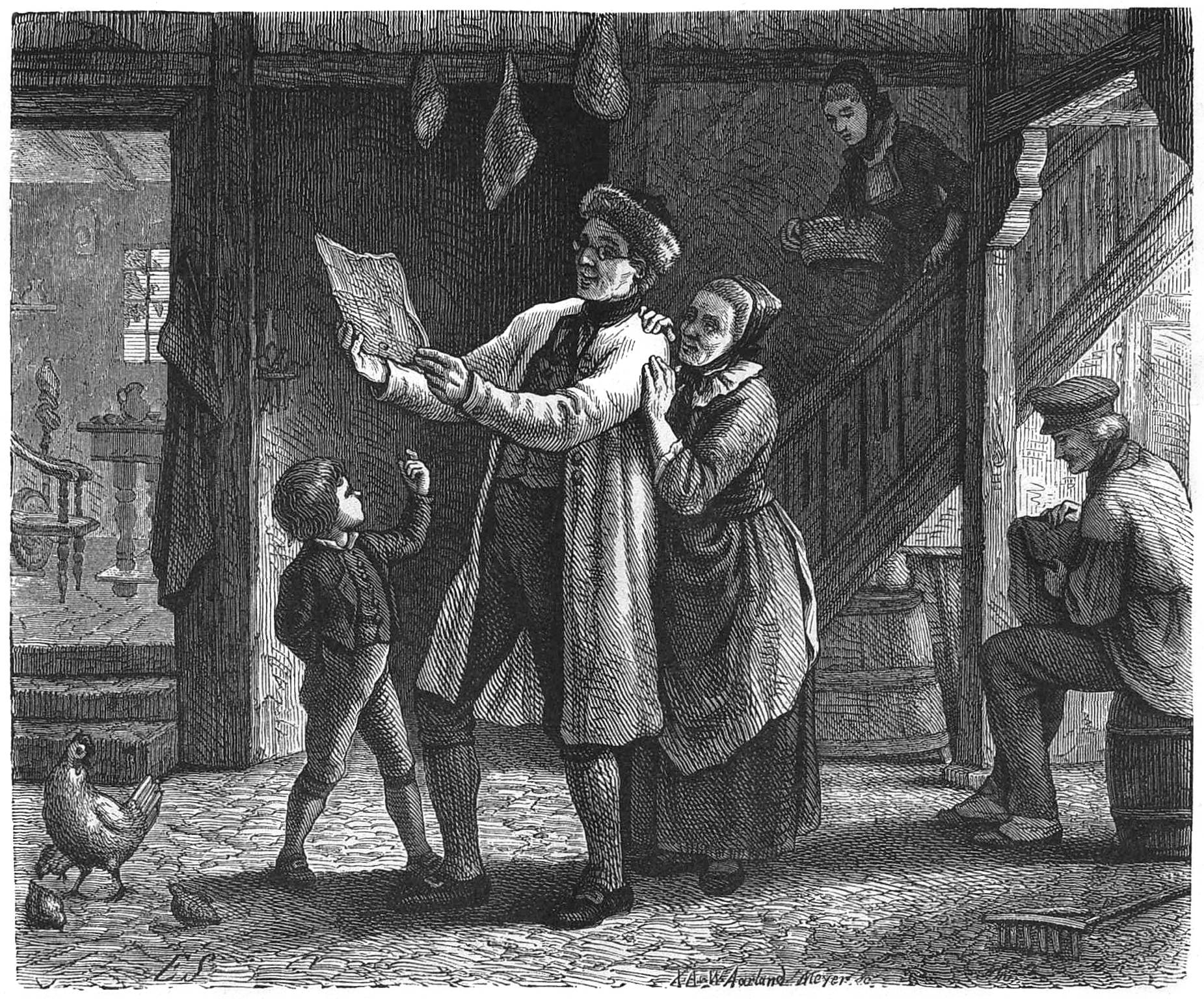
Der erste Brief in Die Gartenlaube, 1870

Seinen ersten Malunterricht erhielt Schuback bei Gerdt Hardorff am Johanneum in Hamburg und wurde Mitglied im Klub Hamburgischer junger Künstler. Mit 16 Jahren ging er 1836 nach München und studierte unter Peter von Cornelius und Heinrich Maria von Hess an der Akademie der Bildenden Künste München.
Im nazarenisch-idealistischen Stil von Cornelius ausgebildet ging Schuback 1844 nach Rom und schloss sich dort einer Gruppe deutscher Künstler an. Zu den engsten Gefährten zählten Heinrich Dreber, Günther Gensler und der Bildhauer Heinrich Gerhardt. In Rom nahm Schuback an den humorvollen Initiationsriten der Cervaro-Feste teil. Mit diesen Kostümfesten begrüßte die Ponte-Molle-Gesellschaft neuankommende Künstler und nahm sie in ihre Künstlergemeinschaft auf.
1848 kehrte Schuback nach Hamburg zurück und malte Genre- und Historienbilder, ehe er 1855 nach Düsseldorf ging, um sich in der Düsseldorfer Malerschule zu bilden. Von 1855 bis 1856 war er dort Schüler von Rudolph Jordan. Er beschränkte sich danach ganz auf die Genre- und Porträtmalerei mit Figurenkompositionen aus Geschichte und Gegenwart. Seine meist humorvollen, gelegentlich auch belehrenden Genreszenen stellten häufig unterhaltsamen Episoden aus dem Leben von Kindern dar, wie z. B. die Bilder Die Einschulung, Der erzählende Großvater oder Der bestrafte Schulknabe, welches auch die Beziehung zu der Schule seiner Frau widerspiegelte.
Seine Frau Emma Schuback, geborene Crüger, war die Gründerin einer höheren Töchterschule, der Schuback’schen Schule, die damals in der Bismarckstraße 52 lag. Im Jahre 1859 begann Frau Emma Schuback einen kleinen Kursus mit acht Schülerinnen, im Jahre 1864 wurde daraus eine Schule mit fünf Klassen und bald steigerte sich die Frequenz so, dass der Ausbau einer vollständig Schule mit zehn Klassen vollzogen wurde. 1887 ging die Schule an Fräulein Anna Schmidt mit 162 Schülerinnen über, welche die Schule als Schuback-Schmidt-Lyzeum mit Oberlyzeum (Frauenschule und Kindergarten) bis 1911 an der Hohenzollernstraße 32 leitete.
Als Mitglied des Künstlerverein Malkasten engagierte Schuback sich bei Veranstaltungen und war 25 Jahre Vorstandsmitglied des Vereins der Düsseldorfer Künstler zur gegenseitigen Unterstützung und Hilfe, welcher 1844 gegründet wurde.
1885 reiste er nochmals nach Rom. Mit 81 Jahren verstarb Emil Gottlieb Schuback 1902 in Düsseldorf.

## Werke (Auswahl)
- Schulmeister auf der Kirmes, 1840
- Klärchen erscheint Egmond im Kerker, 1843
- Nymphe mit dem kindlichen Bacchus vor einer südlichen Landschaft, 1845
- Die Einschulung, 1873
- Überraschender Besuch
- Großvater erzählt seinen Enkelkindern Geschichten
- Der bestrafte Schulknabe
- Kirchgang in der Schwalm, 1902

## Ausstellungen (Auswahl)
Er stellte u. a. in Berlin, Bremen, Düsseldorf, Hamburg, Hannover, Köln und München aus:
- 1847: Fünfte Gemälde-Ausstellung, Kunsthalle Bremen
- 1858: Kunstverein, Hamburg
- 1902: Kunsthalle, Düsseldorf